# Itame quinquaria
Itame quinquaria là một loài bướm đêm trong họ Geometridae.